# チカーノ・バットマン
チカーノ・バットマン（Chicano Batman）
は、ロサンゼルスを拠点に活動する中南米系アメリカ人4人組のラテンソウル系バンド。

## 来歴
2008年、バンド結成。
NPRの音楽番組Alt.Latinoは、
2014年2月発売のチカーノ・バットマンのアルバムCYCLES OF EXISTENTIAL RHYME の楽曲を
2014年から2015年にかけて複数回紹介し、番組お気に入りのラテンサウンド系バンドとして、注目を続けている。
2015年は、ジャック・ホワイトの1月から2月にかけてのコンサート・ツアーで、
オープニングアクトを任されたことで注目を集め、更に4月12日と19日には、コーチェラ・フェスティバルに出演し演奏するなど、バンドにとって幸先のいいスタートを切っている。
7月には、シカゴで新しく立ち上げられたラテンアメリカ系音楽のイベントであるルイド・フェスト（英語: Ruido Fest）に出演し演奏を行った。

## 音楽性
バンドのリードヴォーカルを務めるバルド・マルティネスは、
母親はコロンビアのカルタヘナ出身、父親はメキシコ出身で、
自身はロサンゼルスで生まれ育ったこと、
子供時代はカエターノ・ヴェローゾやトロピカリア系音楽の大ファンだったこと、
自身の創る音楽は、
ブラジル音楽や南米のロック音楽、サイケデリック・ミュージック、ソウルミュージックや1960年代末から1970年代初期のポップ・ミュージック
の影響を受けていること、等をインタビューで語っている。
更に、子供時代には、クンビアやランチェーラ等もよく聴いており、
（音楽好きで四六時中レコードやテープの音楽を流し、色々なミックステープを作っていた父の影響で）子供時代に幅広く色んなジャンルの音楽を聴けたことが、
自身の音楽人生にとって重要な財産になっている、
と語っており、
チカーノ・バットマンの音楽は、それらの1960～1970年代のレトロなラテン音楽要素を、
クリエイティヴに現代に蘇らせよう、というものである。
因みに、バルド・マルティネスは、1984年生まれである。
2017年6月、バンドメンバー4人は、NPRのAlt.LatinoにゲストDJとして登場し、「毎日毎日1960年代1970年代の音楽を聴いて学んでいるが、未だに新たな発見や美がそこにはある」と語っている。

## ディスコグラフィー
ここの項目の主要ソース：

### シングルおよびEP盤
- JOVEN NAVEGANTE (2012)
- MAGMA (2013)

### フルアルバム
- CHICANO BATMAN (2010)
- CYCLES OF EXISTENTIAL RHYME (2014)[1][4][5][6]
- FREEDOM IS FREE (2017)[12]

## メンバー
ここの項目の主要ソース：
- エドゥアルド・アレナス（Eduardo Arenas）: ベース, ヴォーカル
- カルロス・アレバロ（Carlos Arévalo）: ギター
- バルド・マルティネス（Bardo Martinez）: リードヴォーカル, オルガン, ギター
- ガブリエル・ビーヤ（Gabriel Villa）: ドラムス, パーカッション

各メンバーのルーツとしては、エドゥアルド・アレナスがメキシコ系、カルロス・アレバロがエルサルバドル＆メキシコ系、バルド・マルティネスがコロンビア＆メキシコ系、ガブリエル・ビーヤがコロンビアのバイュェ・デル・カウカ県の県都カリ出身、という4人組ラテンソウル系バンドである。